# Jayme Monjardim
Jayme Monjardim   (São Paulo, 19 de maig de 1956) és un director de cinema i televisió brasiler.

## Biografia
Fill de l'empresari André Matarazzo i de la cantant Maysa, va néixer el 19 de maig de 1956 en São Paulo (el Brasil). És besnet per part de pare del comte Francesco Matarazzo i per part de mare de Alfeu Adolfo Monjardim d'Andrade e Almeida, primer i únic baró de Monjardim.
Va iniciar la seva carrera en televisió a mitjan anys 1980, co dirigint telenovel·les com Partido Alto, Roque Santeiro i Sinhá Moça. La seva primera intervenció com a únic director va ser a Direito de Amar, telenovel·la ambientada en l'època de Walter Negrão. En 1989 va ser contractat per l'extinta cadena de televisió Rede Manchete, per a la qual va dirigir Pantanal, de Benedito Ruy Barbosa. Va participar en diverses produccions independents durant la primera meitat de la dècada de 1990, com la telenovel·la A Idade da Loba, de la productora TV Plus i emesa per Rede Bandeirantes.
És l'antic marit de l'actriu Ingra Liberato, divorciada sense descendència. També ha estat casat amb Fernanda Lauer, amb qui va tenir dos fills (Maria Fernanda Matarazzo i Jayme Matarazzo Filho). Amb l'actriu Daniela Escobar, amb qui es va casar el 1995 i es va divorciar el 2003, va tenir un fill anomenat André Matarazzo (nascut el 1998). El 10 de març de 2007, Jayme Monjardim es va casar amb la cantant Tânia Mara, de qui se'n separaria l'octubre de 2019. El setembre de 2010, Mara va donar a llum el seu primer fill, una filla, que porta el nom de la famosa mare de Monjardim, Maysa.

## Televisió
| Any     | Programa                            | Autor                                |
| ------- | ----------------------------------- | ------------------------------------ |
| 2017    | Tempo de Amar                       | Alcides Nogueira Bia Corrêa do Lago  |
| 2015    | Sete Vidas                          | Lícia Manzo                          |
| 2014    | Em Família                          | Manoel Carlos                        |
| 2013    | O Tempo e o Vento                   | Letícia Wierzchowski Tabajara Ruas   |
| 2013    | Flor do Caribe                      | Walther Negrão                       |
| 2011–12 | Roberto Carlos Especial             | N/D                                  |
| 2011    | A Vida da Gente                     | Lícia Manzo                          |
| 2011    | Divã                                | Marcelo Saback                       |
| 2011–12 | Acampamento de Férias               | Renato Aragão Paula Amaral           |
| 2010    | Nosso Querido Trapalhão             | Gustavo Nogueira Mauricio Arruda     |
| 2009–12 | A Turma do Didi i Aventuras do Didi | Renato Aragão Guto Franco            |
| 2009    | Viver a Vida                        | Manoel Carlos                        |
| 2009    | Maysa: Quando Fala o Coração        | Manoel Carlos                        |
| 2006    | Páginas da Vida                     | Manoel Carlos                        |
| 2005    | América                             | Glória Perez                         |
| 2003    | A Casa das Sete Mulheres            | Maria Adelaide Amaral Walther Negrão |
| 2001    | O Clone                             | Glória Perez                         |
| 2000    | Aquarela do Brasil                  | Lauro César Muniz                    |
| 1999    | Terra Nostra                        | Benedito Ruy Barbosa                 |
| 1999    | Chiquinha Gonzaga                   | Lauro César Muniz                    |
| 1995    | A Idade da Loba                     | Alcione Araújo Regina Braga          |
| 1990    | A História de Ana Raio e Zé Trovão  | Marcos Caruso Rita Buzzar            |
| 1990    | O Canto das Sereias                 | Paulo César Coutinho                 |
| 1990    | Pantanal                            | Benedito Ruy Barbosa                 |
| 1990–91 | Fronteiras do Desconhecido          | N/D                                  |
| 1987    | Direito de Amar                     | Walther Negrão                       |
| 1986    | Sinhá Moça                          | Benedito Ruy Barbosa                 |
| 1985    | Roque Santeiro                      | Dias Gomes                           |
| 1984    | Corpo a Corpo                       | Gilberto Braga                       |
| 1984    | Partido Alto                        | Aguinaldo Silva Glória Perez         |
| 1984    | Amor com Amor se Paga               | Ivani Ribeiro                        |
| 1983    | Braço de Ferro                      | Marcos Caruso                        |

## Cinema
- 2016 - O Vendedor de Sonhos - Director
- 2013 - O Tempo e o Vento - Director
- 2004 - Olga - Director
- 1980 - Filhos e Amantes - Assistent de direcció i actor
- 1978 - Paula - A História de uma Subversiva - Assistent de direcció